# Konstandinos Konstandinu (kolarz)
Konstandinos Konstandinu (gr. Κωνσταντίνος Κωνσταντίνου) – grecki kolarz, olimpijczyk.
Startował podczas pierwszych igrzysk olimpijskich w 1896. Wystąpił w wyścigach: dwunastogodzinnym i drogowym; pierwszego nie ukończył, a jego wynik w drugim jest nieznany; wiadomo, że nie był w czołowej trójce.